# Alexa Misis Olivares
Alexa Misis Olivares (3 de mayo de 2006) es una deportista española que compite en tiro con arco, en la modalidad de arco compuesto. Ganó una medalla de plata en el Campeonato Europeo de Tiro con Arco al Aire Libre de 2024, en la prueba por equipo.

## Palmarés internacional
| Campeonato Europeo al Aire Libre | Campeonato Europeo al Aire Libre | Campeonato Europeo al Aire Libre | Campeonato Europeo al Aire Libre |
| Año                              | Lugar                            | Medalla                          | Prueba                           |
| -------------------------------- | -------------------------------- | -------------------------------- | -------------------------------- |
| 2024                             | Essen (Alemania)                 | Medalla de plata                 | Equipo                           |